# Rognvald Eysteinsson
Rognvald Eysteinsson (ca. 830 - 894) was een Noors edelman en wordt beschouwd als stichter van het Viking-koninkrijk van de Orkney-eilanden.
Rognvald was een trouwe vazal van Harald Mooihaar. Hij was jarl van Møre en Romsdal nadat Harald de macht in Noorwegen had verworven. Rognvald zou de edelman zijn die Harald had geholpen zijn haar af te knippen (Harald had gezworen zijn haren niet te knippen tot hij heel Noorwegen zou beheersen) en hem zijn bijnaam gaf. Hij had een versterking in Ålesund. Hij ging met Harald op campagne in Schotland en ontving de Shetlands en de Orkneys als genoegdoening voor de dood van zijn zoon Ivar. Hij stierf in een brand toen hij in zijn kasteel werd overvallen door Halfdan en Gudrod, zoons van Harald Mooihaar. 
Rognvald is een onzekere figuur omdat zijn verhouding tot Harald Mooihaar chronologisch niet helemaal kloppend is te maken met de moderne historische inzichten die Harald wat later plaatsen, maar er wordt in bronnen niet aan zijn persoon getwijfeld.
Rognvald was zoon van Eystein Glumra (ca. 800 - 846), jarl van Oppland en Hedmark. Volgens de Orkneyinga saga was die zoon van jarl Ivar, zoon van Halfdan, zoon van Sveidi de zeekoning. Rognvald was getrouwd met Ragnhilda Hrolfsdottir (ca. 848 - 892). Zij waren volgens sommige bronnen ouders van Rollo, de stamvader van de graven van Normandië.